# UCI Africa Tour 2011
Die UCI Africa Tour ist der vom Weltradsportverband UCI zur Saison 2005 eingeführte afrikanische Straßenradsport-Kalender unterhalb der UCI ProTour (seit 2011: UCI WorldTour) und gehört zu den UCI Continental Circuits. Die siebte Saison beginnt am 4. Oktober 2010 und endet am 30. September 2011.
Die Eintagesrennen und Etappenrennen der UCI Africa Tour sind in drei Kategorien (HC, 1 und 2) eingeteilt. Bei jedem Rennen werden Punkte für eine Wertung vergeben. An dieser Wertung nehmen die Professional Continental Teams und die Continental Teams teil. An den einzelnen Rennen können auch ProTeams teilnehmen, die von Fahrern der ProTeams erzielten Platzierungen bleiben aber für das Ranking außer Betracht.

## Gesamtstand
(Endstand: 30. September 2011)
| Platz | Fahrer                        |                        | Team | Punkte |
| ----- | ----------------------------- | ---------------------- | ---- | ------ |
| 1.    | Adil Jelloul                  | Marokko                |      | 446    |
| 2.    | Daniel Teklehaimanot          | Eritrea                |      | 325,67 |
| 3.    | Azzedine Lagab                | Algerien               | GSP  | 248,33 |
| 4.    | Tarik Chaoufi                 | Marokko                |      | 203    |
| 5.    | Mouhssine Lahsaïn             | Marokko                |      | 184    |
| 6.    | Abdelatif Saadoune            | Marokko                |      | 124    |
| 7.    | Ferekalsi Debessay            | Eritrea                |      | 120,67 |
| 8.    | Anthony Charteau              | Frankreich             | EUC  | 112    |
| 9.    | Johann Rabie                  | Sudafrika              | BNT  | 109    |
| 10.   | Natnael Berhane *             | Eritrea                |      | 106    |
| 11.   | Meran Russan                  | Eritrea                |      | 105,67 |
| 12.   | Youcef Reguigui *             | Algerien               | GSP  | 104    |
| 13.   | Reinardt Janse van Rensburg * | Sudafrika              | MTN  | 103,67 |
| 14.   | Martinien Tega                | Kamerun                |      | 93     |
| 15.   | Rasmane Ouédraogo             | Burkina Faso           |      | 82     |
| 16.   | Oumarou Minoungou             | Burkina Faso           |      | 79     |
| 17.   | Dan Craven                    | Namibia                | RCS  | 79     |
| 18.   | Daryl Impey                   | Sudafrika              | APP  | 75     |
| 19.   | Julien Schick                 | Frankreich             |      | 71     |
| 20.   | Kristian House                | Vereinigtes Konigreich | RCS  | 68     |
|       | ...                           |                        |      |        |
| 40.   | Philipp Mamos                 | Deutschland            | AMO  | 40     |
| 83.   | Christian Eminger             | Osterreich             |      | 15     |

| Platz | Team                                 |                        | Punkte |
| ----- | ------------------------------------ | ---------------------- | ------ |
| 1.    | Groupement Sportif Petrolier Algérie | Algerien               | 463,66 |
| 2.    | Team Europcar                        | Frankreich             | 197    |
| 3.    | Team Bonitas                         | Sudafrika              | 188,34 |
| 4.    | MTN Qhubeka                          | Sudafrika              | 175,67 |
| 5.    | Rapha Condor-Sharp                   | Vereinigtes Konigreich | 150    |
| 6.    | Amore & Vita                         | Ukraine                | 129    |
| 7.    | FDJ                                  | Frankreich             | 94     |
| 8.    | Team NetApp                          | Deutschland            | 75     |
| 9.    | Miche-Guerciotti                     | Italien                | 70     |
| 10.   | Dukla Trenčín Merida                 | Slowakei               | 58     |
| 11.   | Chipotle Development Team            | Vereinigte Staaten     | 40     |
| 12.   | Konya Torku Şeker Spor-Vivelo        | Turkei                 | 33     |
| 13.   | Wallonie Bruxelles-Crédit Agricole   | Belgien                | 24     |
|       | D'Angelo & Antenucci-Nippo           | Italien                | 24     |
| 15.   | Bissell Cycling                      | Vereinigte Staaten     | 15     |
| 16.   | Veranda's Willems-Accent             | Belgien                | 14     |
| 17.   | Geofco-Ville d'Alger                 | Algerien               | 10     |
| 18.   | Burgos 2016-Castilla y León          | Spanien                | 8      |
|       | TT Raiko Argon 18                    | Deutschland            | 8      |
| 20.   | Marco Polo Cycling Team              | China Volksrepublik    | 6,67   |

| Platz | Nation         | Punkte |
| ----- | -------------- | ------ |
| 1.    | Marokko        | 1212   |
| 2.    | Eritrea        | 806,68 |
| 3.    | Südafrika      | 581,67 |
| 4.    | Algerien       | 548,99 |
| 5.    | Burkina Faso   | 300    |
| 6.    | Kamerun        | 202    |
| 7.    | Namibia        | 149,67 |
| 8.    | Angola         | 140    |
| 9.    | Lesotho        | 140    |
|       | Simbabwe       | 140    |
| 11.   | Tunesien       | 120    |
| 12.   | Ruanda         | 80     |
| 13.   | Elfenbeinküste | 51     |
| 14.   | Äthiopien      | 47,01  |
| 15.   | Kenia          | 11,01  |
| 16.   | Ägypten        | 7,01   |
| 17.   | Libyen         | 3,99   |
| 18.   | Senegal        | 2      |

| Platz | Nation (U23) | Punkte |
| ----- | ------------ | ------ |
| 1.    | Südafrika    | 193,34 |
| 2.    | Algerien     | 146    |
| 3.    | Eritrea      | 141    |
| 4.    | Kamerun      | 32     |
| 5.    | Burkina Faso | 30     |
| 6.    | Äthiopien    | 27     |
| 7.    | Marokko      | 22     |
| 8.    | Lesotho      | 21     |
| 9.    | Tunesien     | 18     |
| 10.   | Angola       | 14     |
| 11.   | Senegal      | 2      |
| 12.   | Libyen       | 1,33   |

* U23-Fahrer

Zu den Regeln der einzelnen Ranglisten: 

## Rennkalender

### Oktober 2010
| Datum   | Rennen                  | Kat. | Sieger         | Team               |
| ------- | ----------------------- | ---- | -------------- | ------------------ |
| 6.–9.   | Grand Prix Chantal Biya | 2.2  | Martinien Tega | SNH Vélo Club      |
| 22.–31. | Tour du Faso            | 2.2  | Julien Schick  | Team Reine Blanche |

### November 2010
| Datum   | Rennen                                                | Kat. | Sieger                                                             | Team      |
| ------- | ----------------------------------------------------- | ---- | ------------------------------------------------------------------ | --------- |
| 4.      | Les Challenges de la Marche Verte – GP Sakia El Hamra | 1.2  | Mouhssine Lahsaïn                                                  | Marokko A |
| 5.      | Les Challenges de la Marche Verte – GP Oued Eddahab   | 1.2  | Abdelatif Saadoune                                                 | Marokko B |
| 6.      | Les Challenges de la Marche Verte – GP Al Massira     | 1.2  | Tarik Chaoufi                                                      | Marokko A |
| 10.     | Afrikameisterschaft – Mannschaftszeitfahren           | CC   | Ferekalsi Debessay Meron Russom Tesfai Teklit Daniel Teklehaymanot | Eritrea   |
| 12.     | Afrikameisterschaft – Einzelzeitfahren                | CC   | Daniel Teklehaymanot                                               | Eritrea   |
| 12.     | Afrikameisterschaft – Einzelzeitfahren (U23)          | CC   | Daniel Teklehaymanot                                               | Eritrea   |
| 14.     | Afrikameisterschaft – Straßenrennen                   | CC   | Daniel Teklehaymanot                                               | Eritrea   |
| 14.     | Afrikameisterschaft – Straßenrennen (U23)             | CC   | Daniel Teklehaymanot                                               | Eritrea   |
| 17.–25. | Tour of Rwanda                                        | 2.2  | Daniel Teklehaymanot                                               | Eritrea   |

### Januar
| Datum   | Rennen                    | Kat. | Sieger           | Team          |
| ------- | ------------------------- | ---- | ---------------- | ------------- |
| 25.–30. | La Tropicale Amissa Bongo | 2.1  | Anthony Charteau | Team Europcar |

### Februar
| Datum   | Rennen                        | Kat. | Sieger            | Team               |
| ------- | ----------------------------- | ---- | ----------------- | ------------------ |
| 6.–12.  | Tour du Mali                  | 2.2  | abgesagt          |                    |
| 8.–13.  | Ägypten-Rundfahrt             | 2.2  | abgesagt          |                    |
| 15.     | Grand Prix of Sharm el-Sheikh | 1.2  | abgesagt          |                    |
| 19.–26. | Tour of South Africa          | 2.2  | Kristian House    | Rapha Condor-Sharp |
| 27.–7.  | Tour du Cameroun              | 2.2  | Oumarou Minoungou | Burkina Faso       |

### März
| Datum   | Rennen                 | Kat. | Sieger            | Team    |
| ------- | ---------------------- | ---- | ----------------- | ------- |
| 7.–11.  | Giro del Capo          | 2.2  | abgesagt          |         |
| 12.–16. | Tour of Libya          | 2.2  | abgesagt          |         |
| 18.     | Grand Prix of Al Fatah | 1.2  | abgesagt          |         |
| 25.–3.  | Tour du Maroc          | 2.2  | Mouhssine Lahsaïn | Marokko |

### April
| Datum   | Rennen                                           | Kat. | Sieger          | Team                 |
| ------- | ------------------------------------------------ | ---- | --------------- | -------------------- |
| 7.      | Les Challenges Phosphatiers-Challenge Khouribga  | 1.2  | Maroš Kováč     | Dukla Trenčín Merida |
| 8.      | Les Challenges Phosphatiers-Challenge Youssoufia | 1.2  | Adil Jelloul    | Marokko              |
| 9.      | Les Challenges Phosphatiers-Challenge Ben Guerir | 1.2  | Hassan Zahboune | Marokko              |
| 19.–24. | Tour Ivoirien de la Paix                         | 2.1  | abgesagt        |                      |

### Mai
| Datum | Rennen                                            | Kat. | Sieger             | Team                                 |
| ----- | ------------------------------------------------- | ---- | ------------------ | ------------------------------------ |
| 6.    | Challenge du Prince – Trophée Princier            | 1.2  | Azzedine Lagab     | Groupement Sportif Petrolier Algérie |
| 7.    | Challenge du Prince – Trophée de l'Anniversaire   | 1.2  | Wolodymyr Bileka   | Amore & Vita                         |
| 8.    | Challenge du Prince – Trophée de la Maison Royale | 1.2  | Wladislaw Borissow | Amore & Vita                         |

### Juni
| Datum   | Rennen                   | Kat. | Sieger               | Team                                 |
| ------- | ------------------------ | ---- | -------------------- | ------------------------------------ |
| 12.–13. | Kwita Izina Cycling Tour | 2.2  | Daniel Teklehaimanot | Eritrea                              |
| 27.–1.  | Tour d’Algérie           | 2.2  | Azzedine Lagab       | Groupement Sportif Pétrolier Algérie |

### Juli
| Datum   | Rennen          | Kat. | Sieger         | Team                                 |
| ------- | --------------- | ---- | -------------- | ------------------------------------ |
| 2.      | Circuit d’Alger | 1.2  | Azzedine Lagab | Groupement Sportif Pétrolier Algérie |
| 20.–24. | Tour of Eritrea | 2.2  | Meran Russan   | Eritrea                              |

### September
| Datum | Rennen                         | Kat. | Sieger   | Team |
| ----- | ------------------------------ | ---- | -------- | ---- |
| 12.   | Cup of Omar Mokhtar Water Tank | 1.2  | abgesagt |      |
| 13.   | Cup of Agdabia Water Tank      | 1.2  | abgesagt |      |
| 15.   | Cup of Al Gurdabiya Water Tank | 1.2  | abgesagt |      |
| 16.   | Cup of Bu Zayan Water Tank     | 1.2  | abgesagt |      |